# Волнушки
Волнушки, или жуки-волнушки (лат. Psephenidae) — семейство водных насекомых из отряда жесткокрылых. 

## Распространение
Обитают на всех континентах кроме Антарктиды. Максимальное разнообразие отмечено в Ориентальной области. Отсутствуют на Гавайях, в Ирландия и Новой Зеландии. В Северной Америке встречаются 16 видов из 6 родов. Большинство североамериканских видов живут на западе.  

## Классификация
В мировой фауне насчитывается 272 вида из 35 родов.  

## Палеонтология
Древнейшие представители семейства были найдены в бирманском янтаре. В ископаемом состоянии известны также из эоцена Франции (†Eubrianax vandeli) и Германии. 

## Экология
Личинки живут в реках и ручьях с быстрым течением и цепляются за нижнюю сторону камней, питаются водорослями. Взрослые жуки встречаются по берегам рек.